# اتصال عرضی

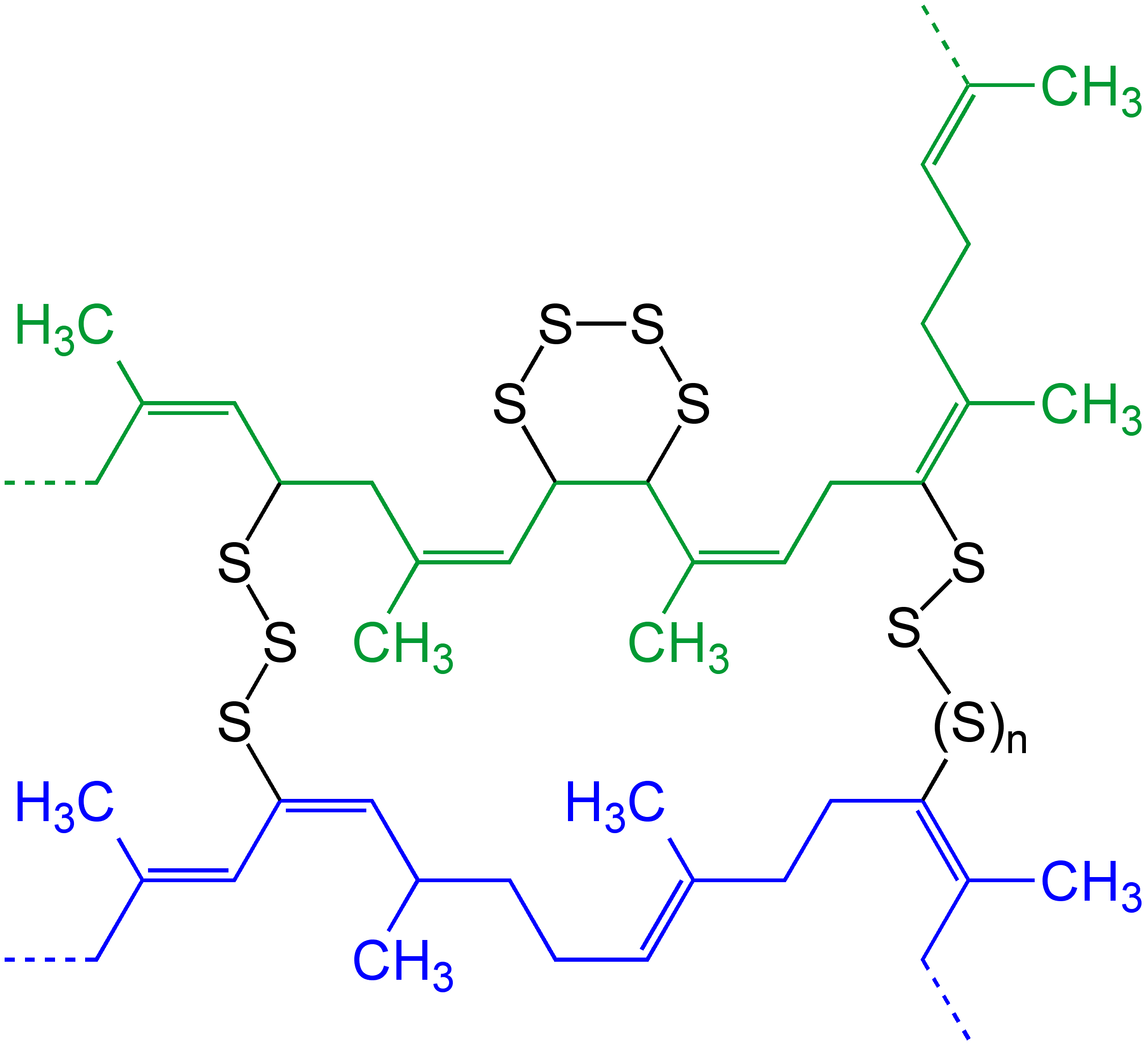
ولکانیزیشن، نمونه‌ای از اتصال عرضی است. شمایی از دو «زنجیر بسپار» (آبی و سبز) با اتصال عرضی بر اثر ولکانیزیشن کائوچو با گوگرد (n = 0, 1, 2, 3 …).

به شاخه‌ای که یک زنجیر بسپار را به صورت اشتراکی به یک زنجیر بسپار دیگر متصل می‌کند اتصال عرضی می‌گویند.
اتصالات عرضی ممکن است از نوع پیوند کووالانسی یا پیوند یونی باشند. زنجیرهای بسپار ممکن است مصنوعی یا طبیعی (مانند پروتئین‌ها) باشند.